# Телль-Ду (район)
Телль-Ду (араб.  منطقة تلدو ‎) — район (минтака) в составе мухафазы Хомс, Сирия. Административный центр — город Телль-Ду.
Образован в 2010 году путём выделения из состава района Хомс.

## География
Район расположен в северо-западной части мухафазы. На юге и юго-западе граничит с районом Хомс, на востоке — с районом Эр-Растан, на севере и северо-западе — с территорией мухафазы Хама.

## Административное деление
Административно район Телль-Ду разделён на три нахии:
| Нахия     | Административный центр | Население (2004 г.), чел. | Карта |
| --------- | ---------------------- | ------------------------- | ----- |
| Телль-Ду  | Телль-Ду               | 71 503                    |       |
| Кафр-Лаха | Кафр-Лаха              | 71 503                    |       |
| Эль-Кабу  | Эль-Кабу               | 18 636                    |       |